# DJ Stachy
DJ Stachy, auch Stacy_G, (* 1972; bürgerlich Rafael Stachowiak) ist ein deutscher Schlagzeuger, Elektro- und Minimalist-DJ, Musikproduzent und Mitglied der Band Fischmob.
Er hat u. a. Musik mit Westbam, Moonbootica oder Ministry of Sound und Remixe für Pierre Henri, Four Music und Hildegard Knef gemacht.

## Werke
- 1994: Ey Aller
- 1994: Bonanzarad
- 1995: In Orange (Vinyl)
- 1995: Männer können seine Gefühle nicht zeigen
- 1998: Power
- 1997: The Doors of Passion (enthält den Titel Dreckmarketing V 1.7, der durch das dazugehörige Video bekannt wurde.)
- 1997: Tranquilo
- 1997: Triggerflanke
- 1998: Susanne zur Freiheit (gemeinsam mit Dendemann, Hausmarke, Smudo und den Stieber Twins)
- 1998: Du (äh Du)
- 2007: Instant Wilkie - Big in Japan Remixes
- 2007: va - Cycles
- 2007: va - Tombola der Freisinnigen
- 2007: Northern Lite - I am so glad
- 2007: Chapeau Claque - Blütenstaubromanze